# Nora Mørk
Nora Mørk (Oslo, 5 de abril de 1991) es una jugadora de balonmano noruega que juega de lateral derecho en el Team Esbjerg danés y en la selección femenina de balonmano de Noruega.
Fue la máxima goleadora del Campeonato Europeo de Balonmano Femenino de 2016 con 53 goles. También lo fue en la edición de 2022 con 50 goles. En ambas ocasiones, Noruega se llevó la medalla de oro.

## Palmarés

### Selección noruega
| 2016               | Río de Janeiro                              | Medalla de bronce |
| 2020               | Tokio                                       | Medalla de bronce |
| 2024               | Paris                                       | Oro               |
| Campeonato Mundial |                                             |                   |
| Año                | Lugar                                       | Medalla           |
| 2015               | Dinamarca                                   | Medalla de oro    |
| 2017               | Alemania                                    | Medalla de plata  |
| 2021               | España                                      | Medalla de oro    |
| Campeonato Europeo |                                             |                   |
| Año                | Lugar                                       | Medalla           |
| 2010               | Dinamarca y Noruega                         | Medalla de oro    |
| 2014               | Croacia y Hungría                           | Medalla de oro    |
| 2016               | Suecia                                      | Medalla de oro    |
| 2020               | Dinamarca                                   | Medalla de oro    |
| 2022               | Eslovenia, Macedonia del Norte y Montenegro | Medalla de oro    |

### Larvik HK
- Liga de Campeones de la EHF femenina (1): 2011
- Liga de Noruega de balonmano femenino (5): 2010, 2011, 2014, 2015, 2016
- Copa de Noruega (5): 2009, 2010, 2013, 2014, 2015

### Győri ETO KC
- Liga de Campeones de la EHF femenina (3): 2017, 2018, 2019
- Hungría de balonmano femenino]] (3): 2017, 2018, 2019

### CSM București
- Supercopa de Rumania de balonmano femenino (1): 2019

### Vipers Kristiansand
- Liga de Campeones de la EHF femenina (2): 2021, 2022
- Liga de Noruega de balonmano femenino (2): 2021, 2022

### Selección Noruega
- Campeonato Europeo de Balonmano Femenino (5) : 2010, 2014, 2016, 2020, 2022
- Campeonato Mundial de Balonmano Femenino (2) : 2015, 2021

## Clubes
| Club                | País      | Año       |
| ------------------- | --------- | --------- |
| Bækkelagets SK      | Noruega   | 2007      |
| Aalborg DH          | Dinamarca | 2007      |
| Bækkelagets SK      | Noruega   | 2008      |
| SK Njård            | Noruega   | 2008-2009 |
| Larvik HK           | Noruega   | 2009-2016 |
| Győri ETO KC        | Hungría   | 2016-2019 |
| CSM București       | Rumania   | 2019-2020 |
| Vipers Kristiansand | Noruega   | 2020-2022 |
| Team Esbjerg        | Dinamarca | 2022-Act. |